# Michael Tippett
Michael Kemp Tippett (Londres, 2 de gener de 1905 - Londres, 8 de gener de 1998) fou un compositor i director d'orquestra anglès. Va morir a Londres, als 93 anys, a causa d'una pneumònia.

## Biografia

### Família
La família Tippett era originària de Cornualla. L'avi de Michael Tippett, George Tippett, va abandonar el comtat el 1854 per fer la seva fortuna a Londres a través de l'especulació immobiliària i altres negocis. Era un personatge extravagant, tenia una forta veu de tenor que el feu popular a les reunions cristianes. Però les seves empreses comercials van fracassar, donant lloc a deutes, processament per frau i un període de presó. El seu fill Henry, nascut l'any 1858, era el pare de Michael. Advocat de formació, va tenir èxit en els negocis i era un home ric en el moment del seu matrimoni l'abril de 1903. Inusualment pels seus coneixements i educació, Henry Tippett era un liberal progressista i un religiós escèptic.
La núvia de Henry Tippett era Isabel Kemp, d'una gran família de classe mitjana-alta amb seu a Kent. Entre els cosins de la seva mare hi havia Charlotte Despard, coneguda per la seva campanya per als drets de les dones, el sufragisme i Home Rule irlandès. Despard va ser una poderosa influència sobre la jove Isabel, que va ser empresonada breument després de participar en una protesta de sufragistes il·legals a Trafalgar Square. Encara que ni ella ni Henry eren músics, ella havia heretat un talent artístic de la seva mare, que havia exhibit a la Royal Academy. Després del seu matrimoni, la parella es va instal·lar fora de Londres a Eastcote, on van néixer dos fills, el segon, Michael, el 2 de gener de 1905.

### Infància i escolaritat

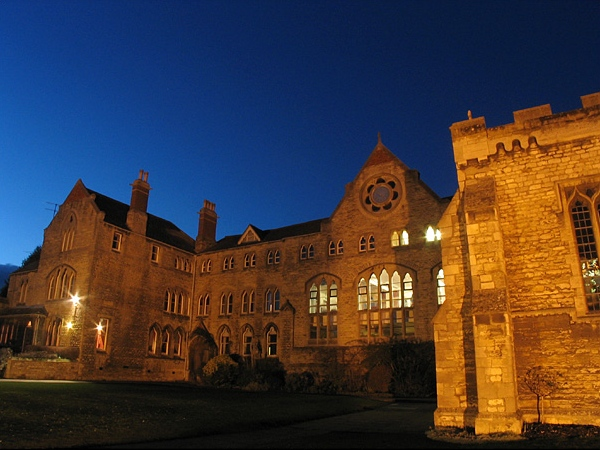
Stamford School, on Tippett va assistir entre 1920 i 1923

Poc després del naixement de Michael, la família es va traslladar a Wetherden a Suffolk. L'educació de Michael es va iniciar el 1909, amb una infermera i diversos tutors privats que van propiciar un currículum que incloïa classes de piano: el seu primer contacte formal amb la música.Hi havia un piano a la casa, on «jo improvisava amb bogeria ... el què jo anomenava "compondre", tot i que només tenia la noció vaga del què significava». El setembre de 1914, Michael va anar internat a Brookfield Preparatory School a Swanage, Dorset. Hi va passar quatre anys, i en un moment va guanyar notorietat escrivint un assaig que desafiava l'existència de Déu. El 1918 va obtenir una beca per anar al Fettes College, un internat a Edimburg, on va estudiar piano, va cantar al cor i va començar a aprendre a tocar l'orgue. L'escola no era un lloc feliç; l'assetjament sàdic dels alumnes més joves era freqüent. Quan Michael va revelar als seus pares el març de 1920 que havia format una relació homosexual amb un altre noi, el van treure. Es va traslladar a la Stamford School a Lincolnshire, on una dècada abans, Malcolm Sargent havia estat alumne.
Al voltant d'aquesta època, Henry Tippett va decidir viure a França i es va vendre la casa de Wetherden. Michael i el seu germà Peter, de 15 anys, es van quedar a l'escola d'Anglaterra, viatjant a França durant les seves vacances. Michael va trobar Stamford molt més agradable que Fettes, i es va desenvolupar acadèmicament i musicalment. Va trobar un inspirador professor de piano a Frances Tinkler, que el va introduir a la música de Bach, Beethoven, Schubert i Chopin. Sargent havia mantingut la seva connexió amb l'escola i estava present quan Tippett i un altre alumne van tocar un petit concerto per a dos clavecins de Bach en pianos amb una orquestra de corda local. Tippett va cantar en el cor quan Sargent va dirigir un espectacle local de l'opereta de Robert Planquette Les Cloches de Corneville. Malgrat el desig dels seus pares de seguir un camí ortodox procedint a la Universitat de Cambridge, Tippett havia decidit decididament fer una carrera com a compositor, una perspectiva que els va alarmar i va ser desanimada pel seu director i per Sargent.
A mitjans de 1922, Tippett havia desenvolupat una vena rebel. Pel seu obert ateisme particularment preocupat per l'escola, es va veure obligat a marxar. Va romandre a Stamford en allotjaments privats, mentre continuava lliçons amb Tinkler i amb l'organista de l'Església de St Mary's. També va començar a estudiar el llibre Musical Composition de Charles Villiers Stanford que, després va escriure, «es va convertir en la base de tots els meus esforços de composició per a les pròximes dècades». El 1923, Henry Tippett es va convèncer de deixar-li fer d'alguna forma una carrera musical, potser com a pianista de concert, i va acceptar donar suport al seu fill perquè comencés els estudis al Royal College of Music (RCM). Després d'una entrevista amb el director de la universitat, Sir Hugh Allen, Tippett va ser acceptat malgrat la seva manca de qualificació d'ingrés formal.

### Royal College of Music

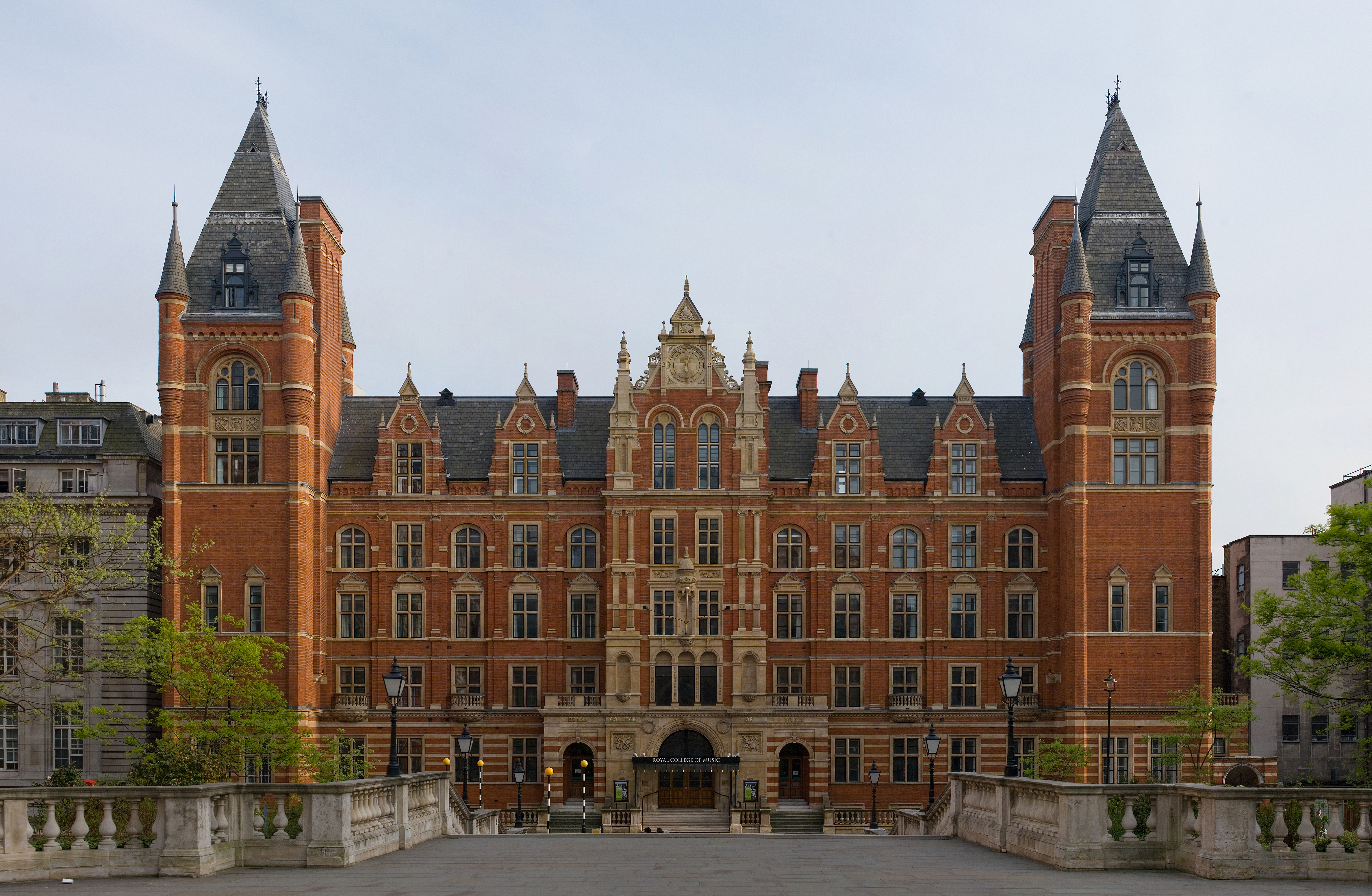
El Royal College of Music, on Tippett va estudiar entre 1923 i 1928

Tippett va començar a la RCM en acabar l'estiu de 1923, quan tenia 18 anys. En el moment, el seu biògraf Meirion Bowen explica que «les seves aspiracions eren olímpiques, tot i que el seu coneixement era rudimentari». La vida a Londres va ampliar la seva consciència musical, especialment a The Proms del Queen's Hall, l'òpera del Covent Garden (on va veure l'actuació de comiat de Nellie Melba a La bohème) i el Ballet Diàguilev. Va sentir cantar Fiódor Xaliapin i va assistir a concerts realitzats per, entre d'altres, Stravinski i Ravel. Tippett va superar la seva ignorància inicial de la música antiga assistint a misses de Palestrina a la catedral de Westminster, seguint la música amb l'ajut d'una partitura prestada.
A la RCM, el primer tutor de composició de Tippett va ser Charles Wood, que va utilitzar els models de Bach, Mozart i Beethoven per inculcar una sòlida comprensió de les formes i la sintaxi musicals. Quan Wood va morir el 1926, Tippett va optar per estudiar amb C.H. Kitson, l'enfocament pedant i la manca de simpatia del qual amb els objectius de composició de Tippett va tensar la relació entre el professor i l'alumne. Tippett va estudiar direcció amb Sargent i Adrian Boult, i va trobar en aquest últim un mentor particularment empàtic -deixava que Tippett pugés ell a la tribuna durant els assaigs i seguia la música de la partitura amb el director. D'aquesta manera, Tippett es va familiaritzar amb la música de compositors que li eren nous, com Delius i Debussy, i van aprendre molt sobre els sons dels instruments orquestrals.
El 1924 Tippett es va convertir en el director d'un cor aficionat al poble de Surrey d'Oxted. Encara que va veure això inicialment com un mitjà per avançar en el coneixement dels madrigals anglesos, la seva associació amb el cor va durar molts anys. Sota la seva direcció va combinar amb un grup teatral local, els Oxted and Limpsfield Players, per fer actuacions de l'òpera de Vaughan Williams The Shepherds of the Delectable Mountains i de la mateixa adaptació de Tippett d'una ballad òpera del segle xviii, The Village Opera. Va passar els exàmens de Bachelor of Music (BMus), en el seu segon intent, el desembre de 1928. En comptes de continuar estudiant per a un doctorat, Tippett va decidir abandonar l'entorn acadèmic. Els anys a la RCM li van portar amistats intenses i duradores amb membres d'ambdós sexes, en particular amb Francesca Allinson i David Ayerst.

### Carrera primerenca

#### Inici en fals
En sortir de la RCM, Tippett es va instal·lar a Oxted per continuar el seu treball amb el grup coral i teatral i per compondre. Per sostenir-se, va ensenyar francès a Hazelwood, una petita escola preparatòria a Limpsfield, que li va proporcionar un sou de 80 lliures anuals i una casa de camp. També va ensenyar a l'escola de Christopher Fry, el futur poeta i dramaturg que més tard va col·laborar amb Tippett en diverses de les primeres obres del compositor.
El febrer de 1930, Tippett va proporcionar la música incidental per a una actuació del seu grup teatral de Don Juan, de James Elroy Flecker, i l'octubre va dirigir-los en la seva pròpia adaptació de l'òpera de Stanford The Traveling Companion. La seva producció compositiva va ser tal que el 5 d'abril de 1930 va fer un concert a Oxted format íntegrament per obres pròpies: un Concert en re per a flautes, oboè, trompes i cordes; escenografia per a tenor de poemes de Charlotte Mew; Salm in C per a cor i orquestra, amb un text de Christopher Fry; Variacions per a piano sobre la cançó "Jockey to the Fair"; i un quartet de corda. Es van contractar solistes i orquestres professionals i el concert va ser dirigit per David Moule-Evans, un amic de la RCM. Malgrat els comentaris encoratjadors de The Times i Daily Telegraph, Tippett estava profundament insatisfet amb les obres i va decidir que necessitava més classes. Va retirar la música, i el setembre de 1930 es va inscriure a la RCM per un curs especial d'estudi de contrapunt amb R. O. Morris, un expert en la música del segle xvi. Aquest segon període a la RCM, durant el qual va aprendre a escriure fugues a l'estil de Bach i va rebre una matrícula addicional en orquestració de Gordon Jacob, va ser central per a l'eventual descobriment de Tippett del que ell mateix va anomenar la seva "veu individual".
El 15 de novembre de 1931 Tippett va dirigir el seu cor Oxted en una actuació d'El Messies de Händel, usant forces corals i orquestrals properes a les intencions originals de Händel. Aquests espectacles eren rars en aquell moment, i l'esdeveniment va atraure un interès considerable.

#### Amics, política i música
A mitjans de 1932, Tippett es va traslladar a una casa de camp a la veïna Limpsfield, proporcionada pels amics com un refugi on podia concentrar-se en la composició. Les seves amistats amb Ayerst i Allinson havien obert noves visions culturals i polítiques. A través d'Ayerst va conèixer W. H. Auden, que en el seu moment el va presentar a T. S. Eliot. Encara que no es va desenvolupar cap amistat profunda amb cap poeta, Tippett va considerar Eliot com el seu "pare espiritual". Ayerst també el va presentar a un jove artista, Wilfred Franks. En aquest moment Tippett estava descobrint la seva homosexualitat, tot i que no sempre amb facilitat. Franks li va proporcionar el que ell va qualificar de "l'experiència més profunda i més destructiva d'enamorar-se". Aquesta intensa relació es va produir al costat d'un despertar polític. Les simpaties naturals de Tippett es van tornar més conscients després de la seva inclusió en el cercle d'activistes d'esquerres d'Allinson. Com a resultat, va abandonar la seva posició docent a Hazelwood per convertir-se en el director de la South London Orchestra, un projecte finançat pel Consell Comarcal de Londres i integrat per músics en l'atur. El seu primer concert públic es va celebrar el 5 de març de 1933 a Morley College, per després convertir-se en la base professional de Tippett.
En els estius de 1933 i 1934 Tippett es va fer càrrec de les activitats musicals als camps de treball dels miners a prop de Boosbeck, al nord d'Anglaterra. Aquests camps van ser atesos per un generós propietari local, el Major Pennyman, per donar als aturats un sentit d'independència. El 1933, Tippett va organitzar l'escenificació d'una versió reduïda de l'òpera de The Beggar's Opera de John Gay, amb cantants locals interpretant les parts principals, i l'any següent va proporcionar música per a una nova òpera popular, Robin Hood, amb llibret d'Ayerst, ell mateix i Ruth Pennyman. Ambdues obres van ser molt populars entre els seus públics, i encara que la majoria de la música va desaparèixer, Tippett va refer algunes parts de Robin Hood per a la Birthday Suite for Prince Charles de 1948. L'octubre de 1934, Tippett i la South London Orchestra van actuar en una celebració del centenari dels màrtirs de Tolpuddle, com a part d'un gran pregó al Crystal Palace.
Tippett no va ser formalment membre de cap partit o grup polític fins al 1935, quan es va unir al Partit Comunista de la Gran Bretanya a instància del seu cosí, Phyllis Kemp. Aquesta afiliació fou breu; la influència de la Història de la Revolució Russa de Trotski el va portar a abraçar el trotskisme, mentre que el partit va mantenir una estricta línia estalinista. Tippett va dimitir després d'uns mesos quan no va veure cap possibilitat de convertir el seu partit local cap als seus punts de vista trotskistes. Segons el seu obituarista J.J. Plant, Tippett es va unir al sector bolxevic-leninista del Partit Laborista, on va continuar defensant el trotskisme fins a almenys el 1938. Encara que els instints radicals de Tippett sempre es van mantenir forts, va ser conscient que l'excessiu activisme polític el distreia del seu objectiu primordial de ser reconegut com a compositor. Un pas significatiu cap al reconeixement professional es va produir el desembre de 1935, quan el Quartet de corda núm. 1 va ser interpretat pel Brosa Quartet al Mercury Theatre de Notting Hill, Londres. Aquest treball, que va dedicar a Franks, és el que es reconeix com a primer en el cànon de la música de Tippett.

### Cap a la maduresa

#### Crisi personal
Abans de l'inici de la Segona Guerra Mundial el setembre de 1939, Tippett va compondre dues obres més: la Sonata per a piano núm. 1, estrenada per Phyllis Sellick al Queen Mary Hall, Londres, l'11 de novembre de 1938, i el Concert per a Orquestra de corda doble, que no es va realitzar fins al 1940. En un clima de tensió política i militar creixent, els esforços de composició de Tippett van ser aclaparats per una crisi emocional. Quan la seva relació amb els Franks va acabar amargament l'agost de 1938, Tippett va dubtar sobre la seva homosexualitat i el seu valor com a artista. Va ser salvat de la desesperació quan, segons el suggeriment d'Ayerst, va emprendre un curs d'anàlisi jungià amb el psicoterapeuta John Layard. A través d'un llarg curs de teràpia, Layard va proporcionar a Tippett mitjans per analitzar i interpretar els seus somnis. El biògraf de Tippett Ian Kemp descriu aquesta experiència com "el principal punt d'inflexió en la seva vida", tant emocionalment com artísticament. El seu descobriment particular de l'anàlisi dels somnis era "l'ombra i la llum junguiana en la psique individual ... la necessitat que l'individu accepti la seva naturalesa dividida i obtingui les seves demandes conflictives". Això el va portar a un acord amb la seva homosexualitat, i va poder seguir la seva creativitat sense distreure's amb les relacions personals. Tot i que encara no estava segur de la seva sexualitat, Tippett havia considerat el matrimoni amb Francesca Allinson, que havia expressat el desig que de tenir fills junts. Després de la psicoteràpia, va gaudir de diverses relacions amb el mateix sexe i, de vegades, superposades. Entre els més perdurables, i més tempestuosos, va ser amb l'artista Karl Hawker, que va conèixer per primer cop el 1941.

#### A Child of Our Time

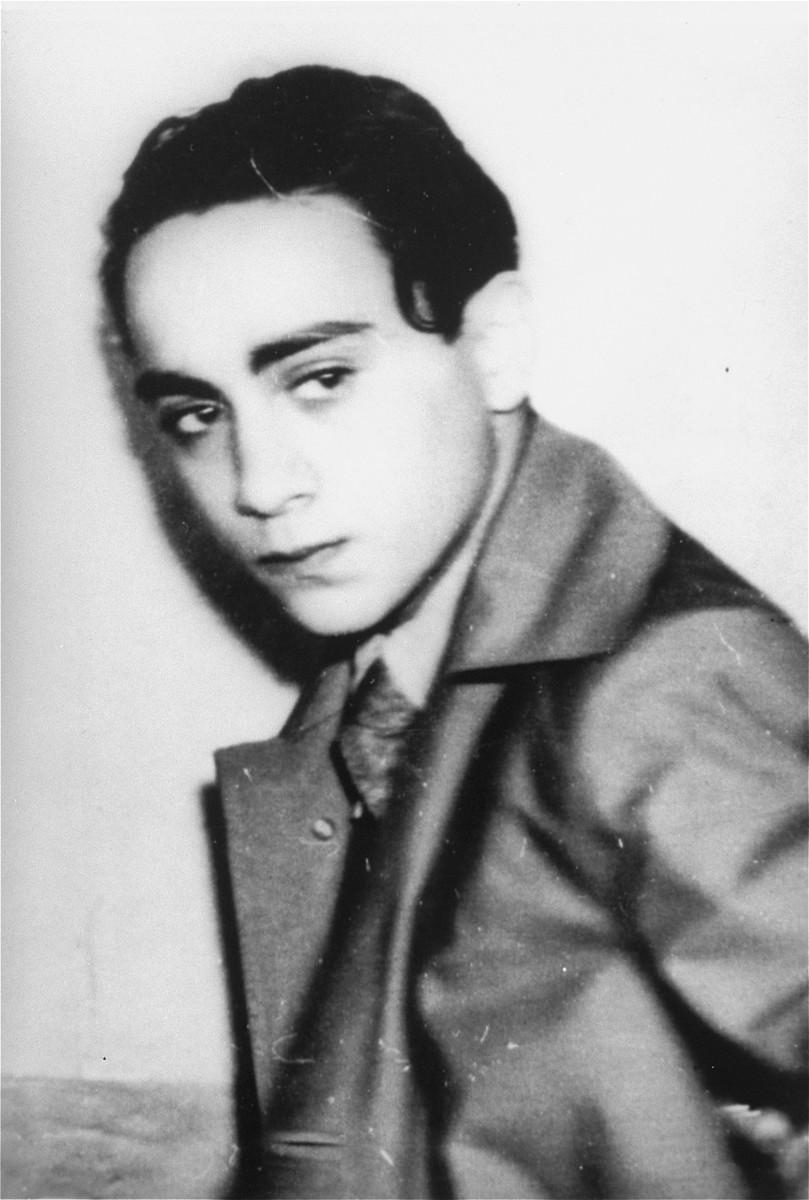
Herschel Grynszpan

Mentre la seva teràpia continuava, Tippett buscava un tema per a una obra important -una òpera o un oratori- que pogués reflectir tant l'agitació contemporània del món com la seva pròpia catarsi. Va considerar breument el tema de l'Alçament de Pasqua de Dublín de 1916, però va fundar el seu treball en un esdeveniment més immediat: l'assassinat a París d'un diplomàtic alemany per un refugiat jueu de 17 anys, Herschel Grynszpan. Aquest assassinat va desencadenar el Kristallnacht (Nit dels vidres trencats), un atac coordinat contra els jueus i la seva propietat a tota l'Alemanya nazi els dies 9 i 10 de novembre de 1938. Tippett esperava que Eliot proporcionés un llibret per a l'oratori, i el poeta va mostrar interès. No obstant això, quan Tippett li va presentar un escenari més detallat, Eliot li va aconsellar que escrivís el seu propi text, suggerint que la qualitat poètica de les paraules podria dominar la música. Tippett va anomenar l'oratori A Child of Our Time (Un nen del nostre temps), prenent el títol d'Ein Kind unserer Zeit, una novel·la de protesta contemporània de l'escriptor austrohongarès Ödön von Horváth. Dins d'una estructura de tres parts basada en El Messies de Händel, Tippett va adoptar la novetat d'usar espirituals negres en lloc dels corals tradicionals que utilitzaven els textos dels oratoris. Segons el comentari de Kenneth Gloag, els espirituals proporcionen «moments de foc i de repòs ... que donen forma tant a les dimensions musicals com literàries de l'obra». Tippett va començar a compondre l'oratori el setembre de 1939, coincidint amb el final de la seva teràpia de somni i immediatament després de l'esclat de la guerra.

#### Morley, guerra, empresonament
Amb la South London Orchestra temporalment dissolta a causa de la guerra, Tippett va tornar a ensenyar a Hazelwood. L'octubre de 1940 va acceptar el càrrec de director de música al Morley College, just després que els seus edificis fossin destruïts gairebé per complet per una bomba. El desafiament de Tippett era reconstruir la vida musical de la universitat, utilitzant locals temporals i els recursos que pogués reunir. Va refer el Cor i l'Orquestra del Col·legi de Morley, i va organitzar programes innovadors de concerts que generalment van barrejar música antiga (Orlando Gibbons, Monteverdi, Dowland), amb obres contemporànies de Stravinski, Hindemith i Bartók.

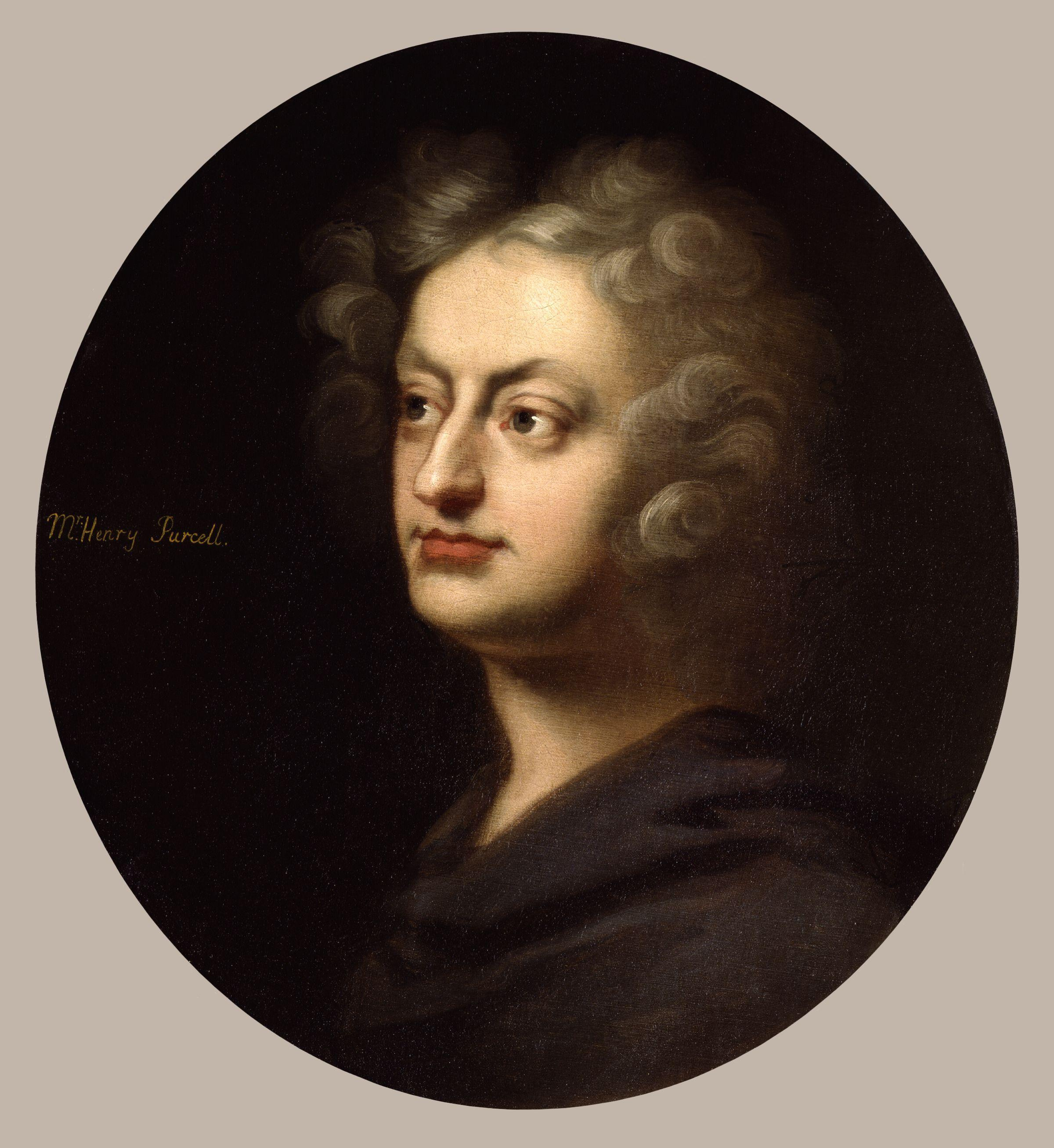
Henry Purcell: Tippett va continuar la tradició del Morley College de promoure la música de Purcell

Va continuar l'associació establerta entre el Morley College i la música de Henry Purcell; una posada en escena el novembre de 1941 de l'Ode to St. Cecilia de Purcell, amb instruments improvisats i reordenaments de parts de les veus, va atreure una atenció considerable. Els alumnes de música de Morley es va veure augmentat amb la contractació de músics refugiats d'Europa, inclosos Walter Bergmann, Mátyás Seiber i Walter Goehr, que es van fer càrrec de l'orquestra universitària.
A Child of Our Time es va acabar el 1941 i es va deixar de banda sense perspectives de representació immediata. La Fantasia on a Theme of Handel per a piano i orquestra es va interpretar al Wigmore Hall el març de 1942, amb Sellick novament de solista, i el mateix lloc va veure l'estrena del Quartet de corda núm. 2 del compositor un any més tard. El primer enregistrament de la música de Tippett, la Sonata per a piano núm. 1 tocada per Sellick, va ser emesa l'agost de 1941. L'enregistrament va ser ben rebut pels crítics, Wilfrid Mellers va predir un paper capdavanter per al compositor en el futur de la música anglesa. El 1942, Schott Music va començar a publicar les obres de Tippett, establint una associació que va continuar fins al final de la vida del compositor.
La qüestió de la responsabilitat de Tippett per al servei de la guerra es va mantenir sense resoldre fins a mitjans de 1943. El novembre de 1940 havia formalitzat el seu pacifisme unint-se a la Peace Pledge Union i sol·licitava el registre com a objector de consciència. El seu cas va ser escoltat per un tribunal el febrer de 1942, quan va ser assignat a deures no combatents. Tippett va rebutjar aquest treball com un compromís inacceptable amb els seus principis i, el juny de 1943, després de diverses audicions i declaracions en nom seu de destacades figures musicals, va ser condemnat a tres mesos de presó a la HM Prison Wormwood Scrubs. Va complir dos mesos, i encara que posteriorment va ser tècnicament inculpat amb més càrrecs per incompliment dels termes establerts pel seu tribunal, les autoritats el van deixar en llibertat.

### Reconeixement i controvèrsia
Un cop alliberat, Tippett va tornar a les seves obligacions a Morley, on va impulsar la tradició de Purcell de la universitat persuadint a Alfred Deller, el contratenor, a cantar diverses odes de Purcell en un concert el 21 d'octubre de 1944 -el primer ús modern d'un contratenor a la música de Purcell. Tippett va formar una fructífera amistat musical amb Benjamin Britten i Peter Pears, per a qui va escriure la cantata Boyhood's End per a tenor i piano. Animat per Britten, Tippett va fer arranjaments per a la primera actuació d'A Child of Our Time, al Teatre Adelphi de Londres, el 19 de març de 1944. Goehr va dirigir l'Orquestra Filharmònica de Londres i les forces corals de Morley van ser augmentades pel London Regional Civil Defence Choir. Pears va cantar la part solista de tenor, i els altres solistes eren de la Sadler's Wells Opera. El treball va ser ben rebut per la crítica i el públic i, finalment, es va convertir en una de les obres corals a gran escala més freqüents del període posterior a la Segona Guerra Mundial, a Gran Bretanya i a l'estranger. La recompensa immediata de Tippett va ser una comissió de la BBC per a un motet, The Weeping Babe, que es va convertir en el seu primer treball dfifos per la televisió quan es va emetre el 24 de desembre de 1944. També va començar a parlar regularment per la ràdio sobre música.
El 1946, Tippett va organitzar a Morley la primera representació britànica de les Vespres de Monteverdi, afegint el seu propi Preludio per a orgue per a l'ocasió. Les composicions de Tippett en els anys immediats de la postguerra van incloure la seva Primera Simfonia, sota la direcció de Sargent el novembre de 1945, i el Quartet de corda núm. 3, estrenat l'octubre de 1946 pel Zorian Quartet. Les seves principals energies creatives es van dedicar cada vegada més a la seva primera gran òpera, The Midsummer Marriage. Durant els sis anys posteriors a 1946 no va compondre gairebé cap altra música, si descomptem la Birthday Suite for Prince Charles (1948).
Les idees musicals i filosòfiques darrere de l'òpera havien començat en la ment de Tippett diversos anys abans. La història, que ell mateix va escriure, fa una llista de les fortunes de dues parelles contrastants d'una manera que s'han fet comparacions amb La flauta màgica de Mozart. La tensió de la composició, combinada amb les seves responsabilitats contínues en Morley i el seu treball de la BBC, va afectar la salut de Tippett i va avançar el seu progrés. Després de la mort el 1949 de la directora principal de Morley, Eva Hubback, el compromís personal de Tippett amb la universitat va disminuir. La seva remuneració actual de la BBC el va fer menys dependent del seu salari de Morley, i va renunciar a la seva carrera universitària el 1951. El seu comiat va agafar la forma de tres concerts que va dirigir en el nou Royal Festival Hall, en el qual els programes incloïen A Child of Our Time, l'estrena britànica de Carmina Burana de Carl Orff, i la rara interpretació de Spem in alium un motet en quaranta parts de Thomas Tallis.
El 1951, Tippett es va traslladar de Limpsfield a una casa gran i deshabitada, Tidebrook Manor, a Wadhurst, Sussex. A mesura que s'acostava The Midsummer Marriage, va escriure un cicle de cançons per a tenor i piano, The Heart's Assurance. Aquest treball, un homenatge tardà a Francesca Allinson (que s'havia suïcidat el 1945), va ser interpretat per Britten i Pears al Wigmore Hall el 7 de maig de 1951. The Midsummer Marriage es va acabar el 1952, després de la qual cosa Tippett va organitzar algunes parts com a suite de concerts amb el títol Ritual Dances, que es van realitzar a Basilea, Suïssa, l'abril de 1953. La mateixa òpera es va presentar al Covent Garden el 27 de gener de 1955. La producció luxosa, amb vestits i dissenys escènics de Barbara Hepworth i coreografia de John Cranko, va deixar perplex al públic de l'òpera i va dividir l'opinió crítica. D'acord amb Bowen, la majoria «simplement no estaven preparats per una obra que s'allunyava tan lluny dels mètodes de Puccini i Verdi». El llibret de Tippett va ser descrit diverses vegades com «un de les pitjors dels 350 anys d'història de l'òpera» i «una complexa xarxa de simbologia verbal» i la música d'una «bellesa embriagadora» amb «passatges d'una escriptura orquestral ben concebuda». Un any després de l'estrena, el crític A.E.F. Dickinson va concloure que «malgrat les llacunes notables en la continuïtat i la distracció de les infelicitats del llenguatge, [hi ha] una forta evidència que el compositor ha trobat la música adequada per als seus fins».
Gran part de la música que Tippett va compondre després d'acabar l'òpera va reflectir el seu estil líric. Entre aquests treballs es troba la Fantasia Concertante on a Theme of Corelli (1953) per a orquestra de corda, escrit per commemorar el 300è aniversari del naixement del compositor Arcangelo Corelli. La fantasia es convertiria eventualment en una de les obres més conegudes de Tippett, tot i que començaven a circular comentaris que fomentaven l'opinió que Tippett era un compositor "difícil", o fins i tot que la seva música era amateur i mal preparada. Aquestes percepcions es van veure reforçades per controvèrsies entorn de diverses de les seves obres a la fi dels anys cinquanta. El Concert per a piano (1955) va ser declarat inabastable pel seu solista programat, Julius Katchen, que va haver de ser substituït abans de l'estrena de Louis Kentner. El Dennis Brain Wind Ensemble, per a qui Tippett havia escrit la Sonata for Four Horns (1955), es va queixar que el treball era una clau massa alta i que va requerir la seva transposició. Quan la Segona Simfonia va ser estrenada per l'Orquestra Simfònica de la BBC dirigida per Boult, en una retransmissió en directe del Royal Festival Hall el 5 de febrer de 1958, l'obra es va trencar després d'uns minuts i va haver de ser reiniciada per l'apologètic director que va comunicar a la sala «Totalment el meu error, senyores i senyors». El controlador de la música de la BBC va defensar l'orquestra a The Times, escrivint que «és igual a totes les demandes raonables», un text que implicava que la culpa era del compositor.

### Reconeixement internacional

#### King Priami després

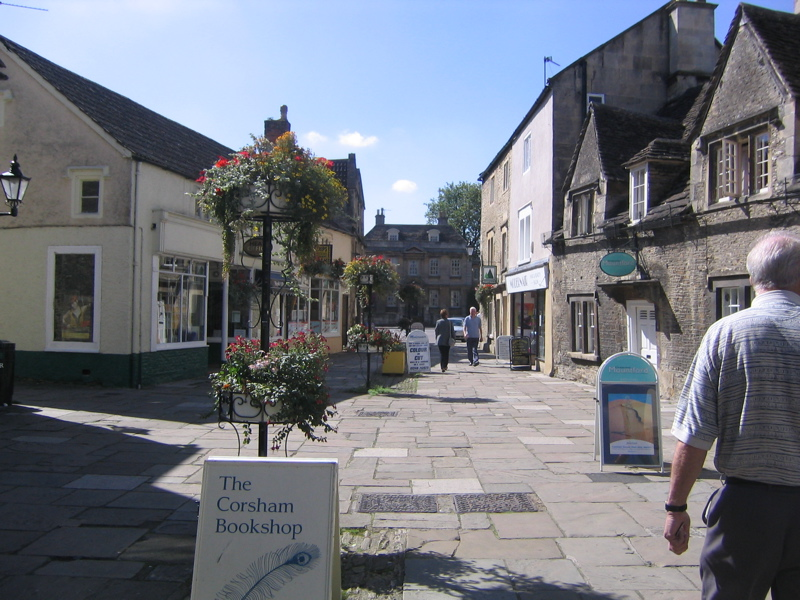
Corsham High Street (fotografiada el 2008), on Tippett va viure els anys 60

El 1960, Tippett es va traslladar a una casa del poble de Corsham, a Wiltshire, on va viure amb la seva parella Karl Hawker. En aquell moment, Tippett havia començat a treballar en la seva segona gran òpera, King Priam. Va escollir pel seu tema la tragèdia de Príam, rei mitològic dels troians, tal com es va registrar a la Ilíada d'Homer, i de nou va preparar el seu propi llibret. Igual que amb The Marriage of Midsummer, la preocupació de Tippett per l'òpera significava que la seva producció compositiva estava limitada durant alguns anys a algunes obres menors, incloent-hi un Magnificat i Nunc Dimittis escrit el 1961 pel 450è aniversari de la fundació de St John's College, Cambridge. King Priam va ser estrenat a Coventry per l'Òpera del Covent Garden el 29 de maig de 1962 com a part d'un festival que celebrava la consagració de la nova Catedral de Coventry. La producció va ser per Sam Wanamaker i la il·luminació de Sean Kenny. John Pritchard va ser el director d'orquestra. La música per a la nova obra mostra una marcada marxa estilística del que Tippett havia escrit fins ara, anunciant el que un comentarista posterior, Iain Stannard, es refereix com una "gran divisió" entre les obres abans i després de King Priam. Encara que alguns comentaristes van qüestionar la saviesa d'una sortida tan radical de la seva veu establerta, l'òpera va ser un èxit considerable amb la crítica i el públic. Lewis més tard va dir que era «una de les experiències operístiques més poderoses del teatre modern». Aquesta recepció, combinada amb l'acolliment recent per The Midsummer Marriage després d'una emissió de la BBC ben rebuda el 1963, va fer molt per rescatar la reputació de Tippett i establir-la com una figura destacada entre els compositors britànics.
Com anteriorment amb The Midsummer Marriage, les composicions que van seguir a King Priam van conservar el llenguatge musical de l'òpera, principalment la Piano Sonata núm. 2 (1962) i el Concert per a orquestra (1963), aquesta última escrita per al Festival d'Edimburg i dedicada a Britten pel seu 50è aniversari. La principal obra de Tippett a mitjans dels anys seixanta va ser la cantata The Vision of Saint Augustine, encarregada per la BBC, que Bowen marca com a cimera de la carrera compositiva de Tippett: "Des que The Midsummer Marriage va desencadenar aquest torrent d'invent musical". El seu estatus de figura nacional es va reconèixer cada cop més. Havia estat nomenat Commander of the Order of the British Empire (CBE) el 1959; el 1961 va ser nomenat membre honorari del Royal College of Music (HonFRCM), i el 1964 va rebre de la Universitat de Cambridge el primer de molts doctorats honorífics. El 1966 va ser guardonat com a Knight Bachelor.

#### Horitzons més amplis
El 1965, Tippett va fer la primera de diverses visites als Estats Units, com a compositor en residència al Festival de Música d'Aspen a Colorado. Les experiències nord-americanes de Tippett van tenir un efecte significatiu sobre la música que va compondre a la fi dels anys seixanta i principis dels setanta, amb elements de jazz i blues particularment evidents en la seva tercera òpera, The Knot Garden (1966-69) i en la simfonia núm. 3 (1970-72). De retorn a casa el 1969, Tippett va treballar amb el director d'orquestra Colin Davis per rescatar el Bath International Music Festival d'una crisi financera i es va convertir en director artístic del festival durant les següents cinc temporades. El 1970, després del col·lapse de la seva relació amb Hawker, va deixar Corsham i es va traslladar a una casa aïllada en el Marlborough Downs. Entre les obvres que va escriure en aquest període hi ha In Memoriam Magistri (1971), una peça de cambra encarregada per la revista Tempo com a memorial a Stravinski, que havia mort el 6 d'abril de 1971 i la Sonata per a piano núm. 3 (1973).

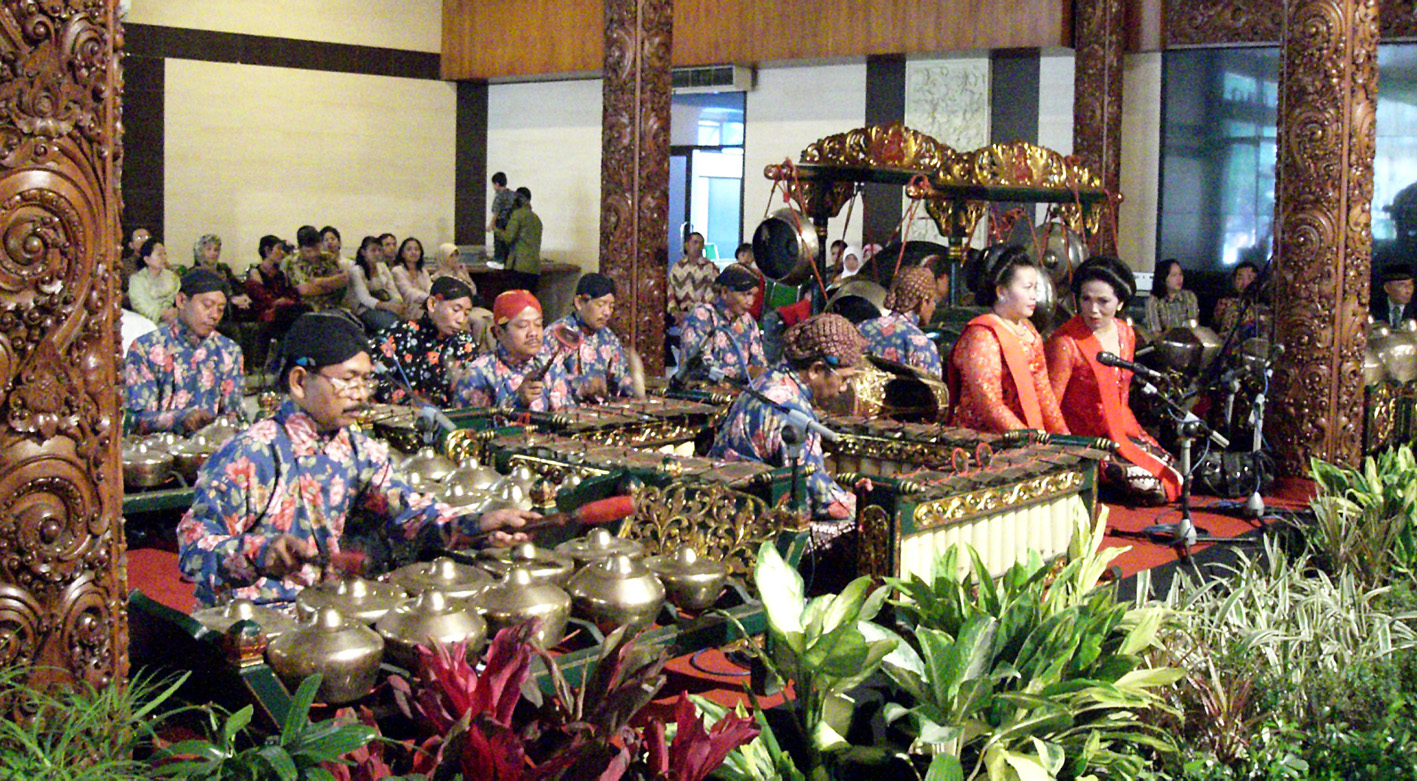
Un conjunt gamelan javanès amb dues cantants

El febrer de 1974, Tippett va assistir al Festival Michael Tippett, organitzat en el seu honor per la Universitat de Tufts, a prop de Boston, Massachusetts. També va estar present en una actuació de The Knot Garden a la Northwestern University d'Evanston, Illinois, la primera òpera de Tippett que es va realitzar als Estats Units. Dos anys més tard va estar de nou al seu país, i va participar en una gira de conferències que va incloure les Doty Lectures in Fine Art de la Universitat de Texas. Entre aquests viatges nord-americans, Tippett va viatjar a Lusaka per a la primera representació africana d'A Child of Our Time, en què va estar present el president de Zàmbia Kenneth Kaunda.
El 1976, Tippett va ser guardonat amb la Medalla d'Or de la Royal Philharmonic Society. Els següents anys va viatjar a Java i Bali -on va quedar molt atret pels sons dels conjunts de gamelan- i cap a Austràlia, on va realitzar una actuació de la seva simfonia núm. 4 a Adelaide. El 1979, amb fons disponibles a partir de la venda d'alguns dels seus manuscrits originals a la Biblioteca Britànica, Tippett va inaugurar la Fundació Musical Michael Tippett, que va proporcionar suport financer a joves músics i iniciatives d'educació musical.
Tippett va mantenir les seves creences pacifistes, tot i que en general les va expressar menys en públic, i des de 1959 va exercir la presidència de la Peace Pledge Union. El 1977 va fer una rara declaració política quan, en obrir una exposició del PPU a St. Martin in the Fields, va atacar els plans del president Carter per desenvolupar una bomba de neutrons.

### Darrers anys
En els seus setanta anys, Tippett va continuar component i viatjant, encara que de forma més disminuïda per problemes de salut. La seva visió es va deteriorar a causa de la distròfia macular, i va confiar cada vegada més en el seu amanuense musical i amb un nom molt similar al seu Michael Tillett i en Meirion Bowen, que es va convertir en l'ajudant de Tippett i el seu company més proper en els anys restants de la vida del compositor. Les obres principals de finals dels anys 70 van ser una nova òpera, The Ice Break, la Simfonia núm. 4, el Quartet de corda núm. 4 i el Triple concert per a violí, viola i violoncel. The Ice Break va ser un reflex de les experiències nord-americanes de Tippett, amb una història contemporània que incorporava disturbis i drogues. El seu llibret ha estat criticat pels seus intents incansables al vernacle nord-americà, i l'òpera no ha trobat cap lloc en el repertori general. El triple concert inclou un final inspirat en la música de gamelan que Tippett va absorbir durant la seva visita a Java.

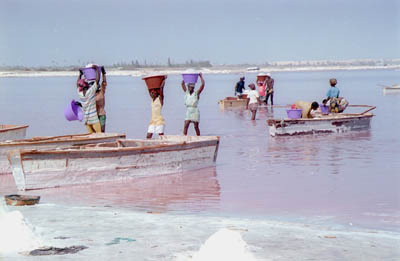
El llac Rosa, Senegal

El 1979, Tippett es va convertir en un company d'honor (CH). La composició principal que el va ocupar a principis dels vuitanta va ser l'oratori The Mask of Time, basada solament en la sèrie televisiva de 1973 de Jacob Bronowski The Ascent of Man. En paraules de Tippett, es tracta d'intentar tractar "amb aquells assumptes fonamentals que afecten l'home, la seva relació amb el temps, el seu lloc al món tal com el coneixem i en l'univers misteriós en general". L'oratori va ser encarregat per l'Orquestra Simfònica de Boston durant el seu centenari, i va ser una de les diverses composicions tardanes de Tippett que es van estrenar a Amèrica.
El 1983, Tippett es va convertir en president del London College of Music i va ser nomenat membre de l'Orde del Mèrit (OM). En el moment del seu 80è aniversari el 1985, era cec de l'ull dret, i la seva producció s'havia alentit molt. No obstant això, en els seus últims anys actius va escriure la seva última òpera, New Year. Aquesta faula futurista que va comptar amb platets voladors, viatges en el temps i violència urbana va ser rebuda de forma indiferent a la seva estrena a Houston, Texas, el 17 d'octubre de 1989. Donal Henahan al New York Times va escriure que «A diferència de Wagner, Tippett no proporciona música de qualitat suficient que permeti passar per alt textos absurds i vulgars». L'òpera es va introduir a la Gran Bretanya en el Festival de Glyndebourne de 1990.